# ساشتلر
ساشتلر ( بالالمانية : Sachtler) هي شركة مصنعة لمنتجات دعم كاميرات الأفلام والفيديو ومعدات الإضاءة للمراسل. تأسست الشركة في عام 1958م واشترتها شركة مجموعة فيتك البريطانية في عام 1995م.

## منتجات
يمكن تقسيم محفظة الشركة إلى:
- دعم الكاميرا
- أكياس عالية الجودة لتخزين ونقل معدات البث والكاميرا والصوت المهنية

يشمل قسم دعم الكاميرا إنتاج رؤوس سائل ساشتلر والحوامل ثلاثية الركائز والقواعد والحقائب الاحترافية للمصورين ومشغلي الصوت.

## روابط خارجية
- ساشتلر
- مجموعة فيتك